# Ghabiden Mustafin (Siedlung)
Ghabiden Mustafin (kasachisch Ғабиден Мұстафин; russisch Габидена Мустафина, (possjolok) Gabidena Mustafina) ist eine Siedlung im Gebiet Qaraghandy in Kasachstan.
Von ihrer Gründung 1946 bis 2007 trug sie den Namen Tokarewka (russisch und kasachisch Токаревка). Heute ist sie nach dem in der Gegend geborenen kasachischen Schriftsteller und Politiker Ghabiden Mustafin (1902–1985) benannt.
Der Ort mit 4078 Einwohnern befindet sich am Fluss Nura 30 km nördlich der Gebietshauptstadt im Landkreis Buqar-Schyrau.

## Söhne und Töchter des Ortes
- Willi Kronhardt (* 1969), deutscher Fußballspieler und -trainer